# Sandra Lüpkes
Sandra Lüpkes (* 1971 in Göttingen) ist eine deutsche Schriftstellerin, Drehbuchautorin, und Redakteurin.

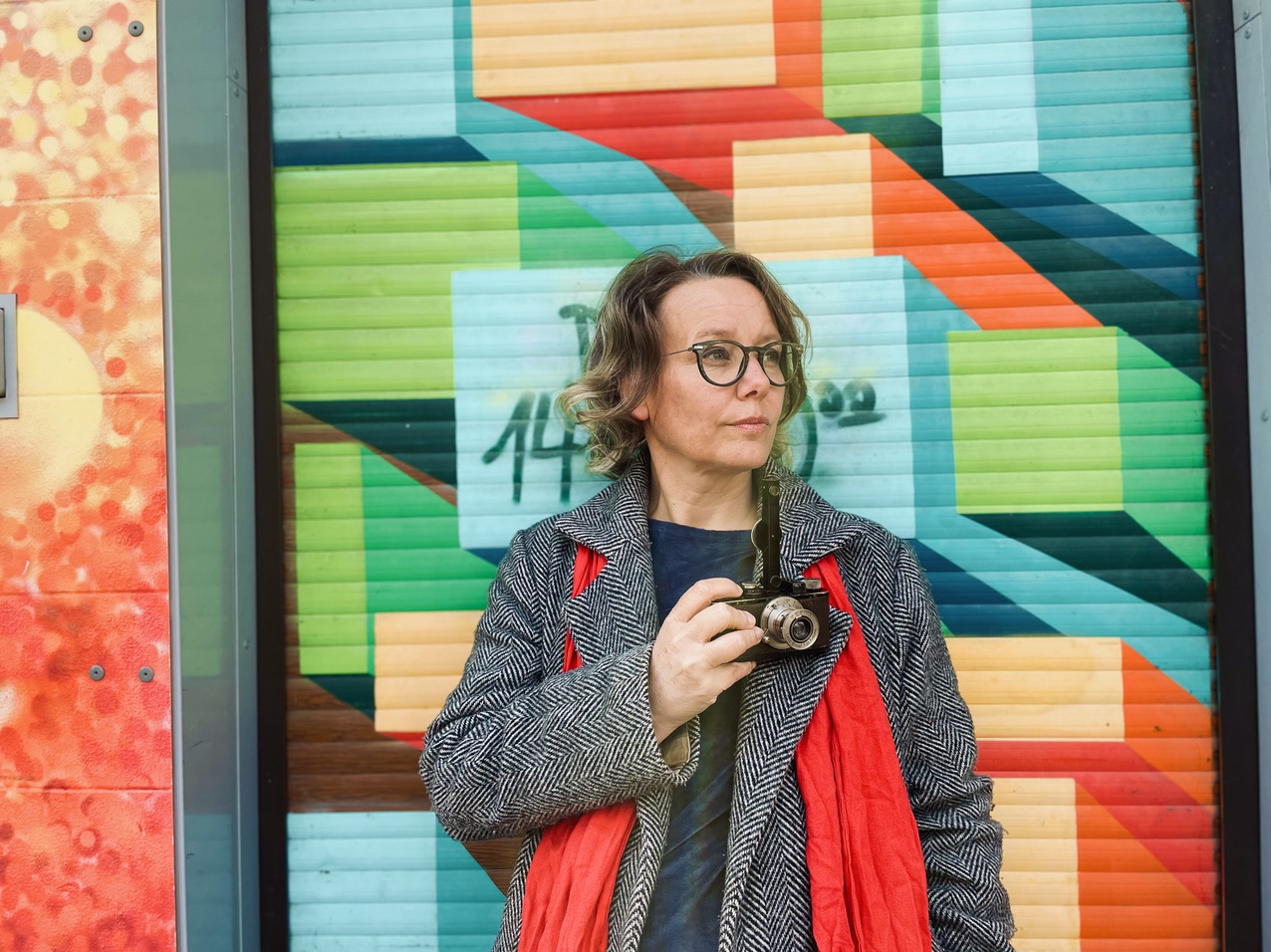
Sandra Lüpkes, im April 2023

## Leben
Aufgewachsen auf der Insel Juist, lebt und arbeitet Sandra Lüpkes in Berlin. Auf den Ostfriesischen Inseln spielen auch viele ihrer Romane. Ihre Werke erreichten bereits eine Gesamtauflage von über 600.000 Exemplaren.
Die Autorin veröffentlichte auch diverse Kurzgeschichten, schrieb ein Kindermusical und arbeitete als Dozentin für verschiedene Bildungseinrichtungen, unter anderem für die Westfälische Wilhelms-Universität Münster und die Bundesakademie für kulturelle Bildung Wolfenbüttel.
Mit ihrem Sachbuch Ich verlasse dich schrieb sie den ersten Ratgeber für Menschen, die aus einer langjährigen Beziehung ausbrechen und sich mit Vorwürfen, einem schlechten Gewissen und juristischen Inhalten auseinandersetzen müssen. Sie greift dabei auf Umfragen, Fallbeispiele aber auch eigene Erfahrungen zurück.
Seit 2014 ist sie als Drehbuchautorin u. a. für die ZDF-Reihe Wilsberg tätig.
Sandra Lüpkes ist mit dem Krimiautor Jürgen Kehrer verheiratet. Sie ist Mitglied in der Krimiautorenvereinigung Das Syndikat.

## Werke

### Historische Romane
- Die Inselvogtin. 2009, ISBN 978-3-499-24617-3
- Die Schule am Meer. 2020, ISBN 978-3-463-40722-7
- Das Licht im Rücken. 2023, ISBN 978-3-463-00025-1

### Liebesromane

#### Das kleine Inselhotel
- Das kleine Inselhotel. 2014, ISBN 978-3-499-26648-5.
- Inselhochzeit. 2015, ISBN 978-3-499-27039-0.
- Inselträume. 2016, ISBN 978-3-499-27225-7.
- Inselfrühling. 2017, ISBN 978-3-499-27226-4

#### Sonstige
- Inselweihnachten. 2011, ISBN 978-3-499-25722-3.
- Nordseesommer. 2013, ISBN 978-3-499-25771-1.
- Mein Juist. 2022, ISBN 978-3-86648-675-1.

### Kriminalromane

#### Wencke Tydmers
- Die Sanddornkönigin. 2001, ISBN 3-934927-11-4.
- Der Brombeerpirat. 2002, ISBN 3-934927-18-1.
- Das Hagebuttenmädchen. 2004, ISBN 3-499-23599-4.
- Die Wacholderteufel. 2006, ISBN 3-499-24212-5.
- Das Sonnentau-Kind. 2007, ISBN 978-3-499-24408-7.
- Die Blütenfrau. 2008, ISBN 978-3-499-24618-0.
- Todesbraut. 2010, ISBN 978-3-423-24781-8.
- Taubenkrieg. 2011, ISBN 978-3-423-24858-7.
- Götterfall. 2013, ISBN 978-3-423-24964-5.

#### Sonstige
- Fischer, wie tief ist das Wasser. 2003, ISBN 3-499-23416-5.
- Halbmast. 2005, ISBN 3-499-23854-3.

### Sachbuch
- Ich verlasse dich – Ratgeber für den, der geht. 2008, ISBN 978-3-8105-1148-5.
- Zweite Ehe – neues Glück. 2011, ISBN 978-3-8105-1149-2.
- mit Monika Wittblum: Woran erkennt man ein Arschloch?: Für jeden Quälgeist eine Lösung. 2013, ISBN 978-3-453-20030-2.

### Kurzgeschichtensammlungen
- Wellengang. Kurzkrimisammlung. Books on Demand, Norderstedt 2004, ISBN 3-8334-0706-9.
- als Hrsg.: Wer tötete Fischers Fritz? Krimianthologie. KBV, Hillesheim 2008, ISBN 978-3-940077-28-8.
- In Hermanns Schatten. Kriminelle Geschichten aus Nordrhein-Westfalen. Pendragon, Bielefeld 2009, ISBN 978-3-86532-153-4.
- mit Jürgen Kehrer (Hrsg.): Mörderisches Münsterland. Krimianthologie. KBV, Hillesheim, 2010, ISBN 978-3-940077-84-4.
- Die Auftragskillerin. Kurzkrimisammlung. KBV, Hillesheim, 2011, ISBN 978-3-942446-30-3.
- mit Christiane Franke (Hrsg.): So schön tot. Krimianthologie. dtv, München, 2012, ISBN 978-3-423-21394-3.
- mit Christiane Franke (Hrsg.): Ebbe Flut und Todeszeiten. Krimianthologie. KBV, Hillesheim, 2014, ISBN 978-3-95441-165-8.
- mit Jürgen Kehrer (Hrsg.): Sie kriegen jeden. Krimianthologie. dtv, München, 2015, ISBN 978-3-423-21564-0.
- mit Peter Gerdes (Hrsg.): Flossen hoch 3.0 – Jetzt erst recht. Krimianthologie. Leda-Verlag, Leer, 2014, ISBN 978-3-86412-086-2.
- mit Peter Gerdes (Hrsg.): Feinste Friesenmorde. Krimianthologie. Leda-Verlag, Leer, 2017, ISBN 978-3-86412-207-1.
- mit Jürgen Kehrer (Hrsg.): Was sich liebt, das killt sich. Krimianthologie. KBV, Hildesheim 2018, ISBN 978-3-95441-432-1

### Hörbuch
- Die Sanddornkönigin. gelesen von der Autorin. lrda-Verlag, Leer 2006, ISBN 3-934927-83-1.
- Bastards Bohntjesopp. Kriminalhörspiel. Ed. Walfisch, Bremen 2007, ISBN 978-3-938737-23-1.
- Das kleine Inselhotel. gelesen von Ann Vielhaben. Audible Studios, Berlin 2017.
- Inselhochzeit. gelesen von Ann Vielhaben. Audible Studios, Berlin 2017.
- Inselträume. gelesen von Ann Vielhaben. Audible Studios, Berlin 2017.
- Inselfrühling. gelesen von Ann Vielhaben. Audible Studios, Berlin 2018.
- Die Schule am Meer. gelesen von Gabriele Blum. Argon, Berlin 2020, ISBN 978-3-7324-5410-5.
- Das Licht im Rücken. gelesen von Claudia Michelsen. Argon, Berlin 2023, ISBN 978-3-8398-2028-5.

### Musik-CDs
- Strandgut – alles gut. 2000.
- Strandgut – gefunden auf Juist. 2002.
- Strandgut – Die geheimnisvolle Flaschenpost. 2004.
- Sandra Lüpkes – Zwischen den Jahren. 2015.

### Theaterstück
- Wiegand Wattwurm und die geheimnisvolle Flaschenpost. Kindermusical, UA 2004 Juist
- Halbpension mit Leiche. Theaterstück, mit Peter Godazgar, Kathrin Heinrichs, Carsten Sebastian Henn, Jürgen Kehrer, Ralf Kramp, Tatjana Kruse, Sabine Trinkhaus. UA 2019 Büren (Harth)

### Drehbuch
- Wilsberg: Bauch, Beine, Po, gemeinsam mit Jürgen Kehrer. TV-Krimi, EA April 2015 im ZDF
- Wilsberg: Mord und Beton, gemeinsam mit Jürgen Kehrer. TV-Krimi, EA April 2016 im ZDF
- Wilsberg: Straße der Tränen, gemeinsam mit Jürgen Kehrer. TV-Krimi, EA November 2017 im ZDF
- Friesland: Der Blaue Jan, gemeinsam mit Jürgen Kehrer. TV-Krimi, EA Januar 2018 im ZDF
- Wilsberg: Minus 196°, gemeinsam mit Jürgen Kehrer. TV-Krimi, EA März 2019 im ZDF
- Mit der Tür ins Haus, gemeinsam mit Jürgen Kehrer. TV-Komödie, EA Mai 2019 im ZDF
- Letzte Spur Berlin: Herzdame, gemeinsam mit Jürgen Kehrer. TV-Krimi, EA April 2020 im ZDF
- Wilsberg: Unser tägliches Brot, gemeinsam mit Jürgen Kehrer. TV-Krimi, EA Januar 2021 im ZDF
- Letzte Spur Berlin Heckenkrieg, gemeinsam mit Jürgen Kehrer. TV-Krimi, EA April 2021 im ZDF
- Wilsberg: Blut geleckt, gemeinsam mit Jürgen Kehrer. TV-Krimi, EA Oktober 2024 im ZDF